# Monika Karsch
Monika Karsch, född 22 december 1982 i Schongau, Västtyskland, är en tysk sportskytt. Hon deltar för en förening i Regensburg.
Karsch deltog vid Europamästerskapen 2013 och 2014. Hon vann där en silver- och en bronsmedalj med luftpistol respektive pistol samt två silvermedaljer med manskapet.
Hennes största framgång är silvermedaljen i pistolskytte vid de olympiska sommarspelen 2016 i Rio.